# IKEA型錄
，又稱為《宜家家居指南》、《IKEA產品目錄》，是瑞典家具零售商宜家家居（IKEA）於1951年至2021年間發行的年度產品型錄，它一度超越《聖經》成為世界發行量最多的書籍之一。據統計，《IKEA型錄》在2016年高峰期，共有69個版本、32種語言合計2億份型錄發行至50多個市場。
創刊號於1951年在瑞典發行，作為公司的主要推銷工具，宜家家居曾在2004年耗費近70%的年度營銷預算製作，以17種語言在28個國家及地區發行38種不同版本。隨著消費者閱讀習慣改變，宜家家居於2020年12月宣布終止發行已經有70年歷史的《IKEA型錄》，使得2021年型錄成為最後一期。

## 製作
《IKEA型錄》的前身於1950年推出，16頁上用黑白圖片和瑞典文羅列著公司全部產品。隔年，宜家家居創始人編列第一本《IKEA型錄》，共印刷285,000本，每本68頁，封面印有宜家家居經典家具扶手椅MK（MK Wing Chair），僅在在瑞典南部發行。型錄主要於瑞典阿姆胡特市镇的IKEA Communications AB製作，該地原本是宜家家居店面，其佔地面積達8,000平方公尺，是歐洲北部最大的攝影棚。2012年，包括攝影師、木匠與內部設計師等285名員工在此工作。
型錄頁數從一本68頁（1951年）增長至一本324頁（2017年），2021年的最後一期也有296頁。據石英財經網的報導，宜家家居耗費18個月製作2017年《IKEA型錄》，以便各個版本都如實反應各地風俗民情（例如中國版型錄介紹的廚房較美國版廚房小）。
宜家家居于2005年開始試驗使用電腦合成影像，2006年放置一張计算机渲染的木頭椅子在型錄中。根據宜家家居攝影師安妮麗·舍格倫（Anneli Sjögren）的說法，讀者並沒有發現這張椅子是經過特殊處理的。2011年推出應用程式版。2010年型錄中出現计算机渲染的整個房間，2013年宜家家居引進擴增實境技術，使用行動裝置掃描就可以看到家具的透視圖。2013年印刷品（包括型錄和小冊子）有12%的圖像使用计算机渲染技術，2014年有75%的產品圖像使用該技術，有35%的非產品圖像使用。2014年型錄提供的應用程式可以讓產品透過擴增實境技術投影在顾客的房間中。2017年宜家家居與世界上五間造紙廠和31間印刷廠合作完成每年的型錄，使用10－15%消費後紡織廢料的不含氯紙張（chlorine-free paper）。
為了統一線上和紙本媒體，宜家家居於2009年將字型從Futura更改為Verdana，這項變更引起媒體關注。10年後，宜家家居為了成本考量和商業形象，將字型更換為IKEA Noto Sans，該字型修改自谷歌的Noto Sans。

## 發行
《IKEA型錄》主要透過郵件、門市和網路（應用程式版或網頁版）流通世界各地。隨著消費者閱讀習慣改變，宜家家居於2020年12月宣布減少發行印刷版並終止發行線上版型錄，2021年將是最後一本型錄。公司表示如今型錄不再如此重要，因為宜家家居有新的方式連結顧客。2021年宜家家居共印刷4000萬本指南。停刊後，IKEA Brochures接替《IKEA型錄》，擔當型錄和家具靈感來源。2021年宜家家居也提供Podcast版型錄。
2021年結束發行後，有一派認同環保理念，另一派則感到不捨。部分讀者懷念紙本型錄，認為這本書超越單純的商品目錄，因為閱讀他們已經變成一種生活方式。此外，2015年德國文學評論家讚賞型錄中添加的故事。

## 爭議
2012年8月宜家家居因移除2013年沙烏地阿拉伯版型錄的女性，受到批評。在宜家家居的一份聲明表示“將女性排除在沙特版本的目錄之外不符合其價值觀。”實際上先前就曾移除沙烏地阿拉伯版的女性。2021年版型錄出現穿著類似囚服的黑人男子組裝家具的圖片，公司緊急刪除導致發行延後。

## 其他雜誌
宜家家居同時販售IKEA Family Live雜誌（台灣稱為《宜家人雜誌》），共計13種語言，英文版於2007年2月在英國開始發行，當時有50萬戶訂閱。

## 外部連結
- 官方网站
- 在IKEA Museum上的1950至2021年型錄存檔 （页面存档备份，存于）（瑞典語）